# グラスホルダー

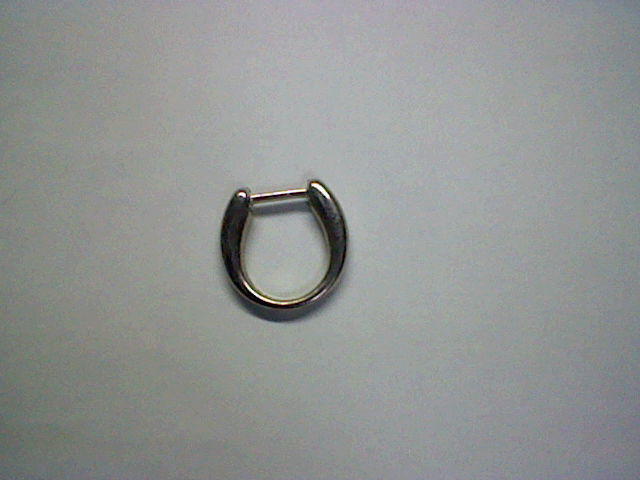
馬蹄型のグラスホルダー

グラスホルダー (Glass holder) は、首に着ける装身具である。

## 概要
眼鏡を紛失しないように、首に掛けておき着脱を容易にする働きがある。
シンプルな円形から装飾にこった馬蹄形など様々な形の物が売られており、ネックレスや指輪としての働きを持つ物もある。なお使用されるのはサングラスや老眼鏡に限られる、とは限らない（「近視の人は起床から就寝まで掛けたままなので必要ない」という考え方もあるが、実情は異なる）。

## 形
- 円形
- 馬蹄形